# Calliste or-gris
Poecilostreptus palmeri
Espèce
Statut de conservation UICN

 LC  : Préoccupation mineure
Le Calliste or-gris (Poecilostreptus palmeri) est une espèce de passereaux de la famille des Thraupidae.

## Distribution
Cet oiseau vit dans le parc national de Darién et dans l'ouest de la Colombie et de l'Équateur.

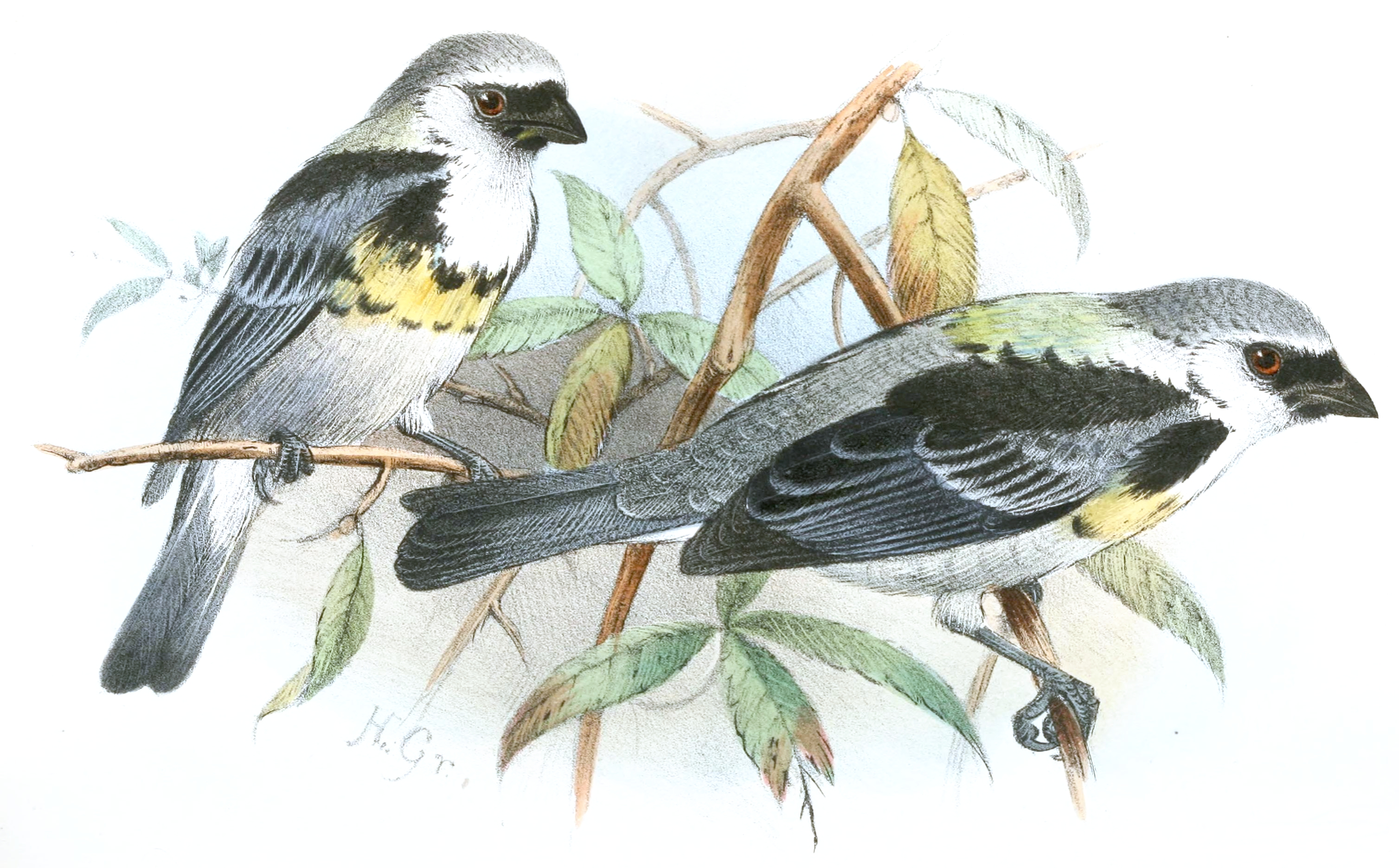